# Johann Ernst Bach II

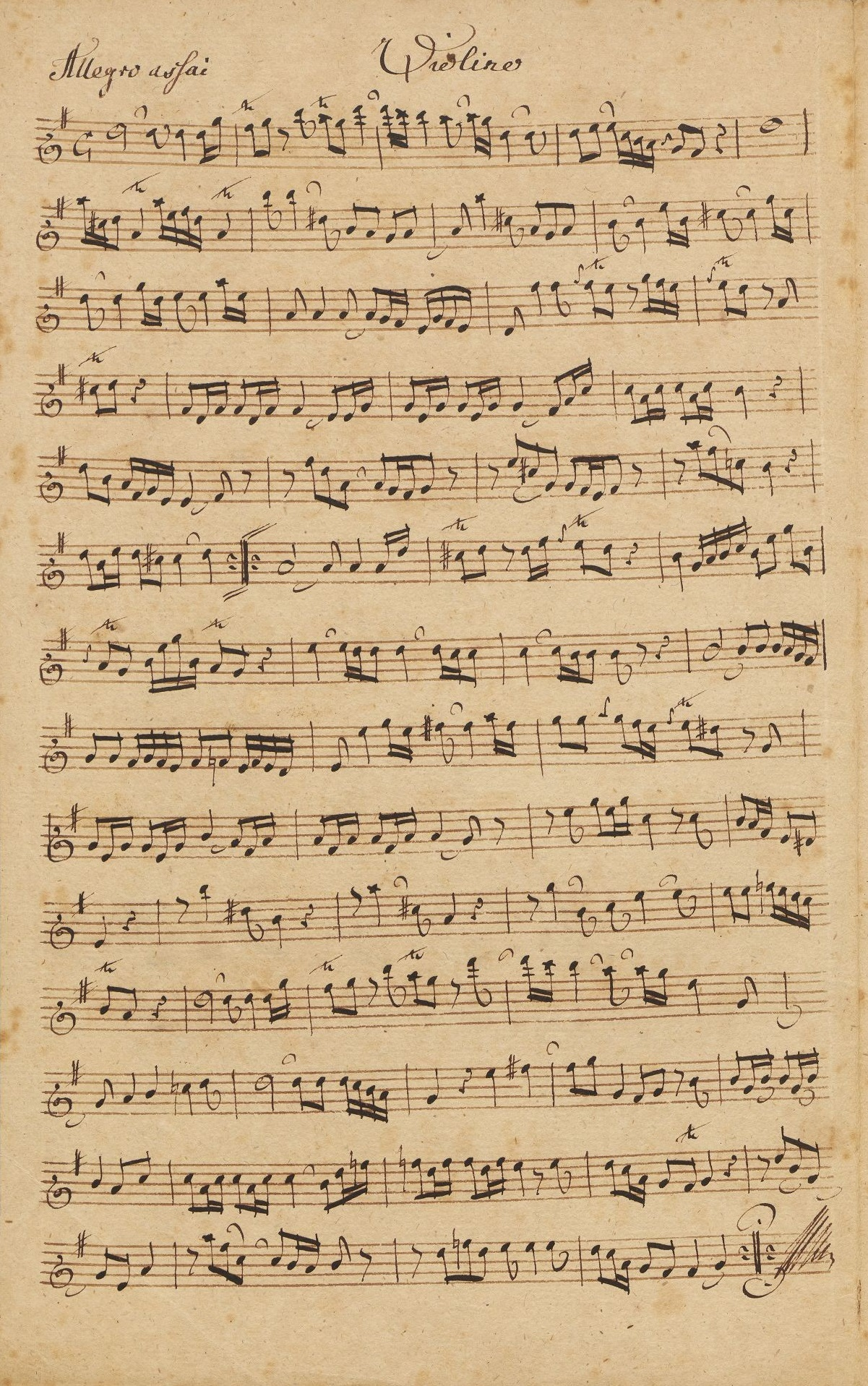
Strona z Sonata per il clavicembalo col violino Johanna Ernsta Bacha

Johann Ernst Bach (ur. 28 stycznia 1722 w Eisenach, zm. 1 września 1777 w tym samym mieście) – niemiecki kompozytor i organista.

## Życiorys
Uczył się w Thomasschule w Lipsku, której to szkoły nie ukończył. Pobierał lekcje u Johanna Sebastiana Bacha. W 1742 r. wrócił do Eisenach i po śmierci ojca, Johanna Bernharda Bacha, objął stanowisko organisty w kościele św. Jerzego. W 1756 r. został dyrygentem kapeli dworskiej w Weimarze. Po śmierci swojego patrona, księcia Ernsta Augusta, orkiestra została rozwiązana, w związku z czym Johann Ernst Bach wrócił do Eisenach.

## Styl
Stylistycznie twórczość Johanna Ernsta Bacha należy do okresu przejściowego między barokiem a klasycyzmem. Młodzieńcze utwory powstawały pod wpływem Johanna Sebastiana Bacha. Utwory późniejsze, szczególnie instrumentalne, utrzymane są w stylu galant. Kompozytor jest autorem przedmowy do Anleitung zu der musikalischem Gelahrtheit Jakoba Adlunga (Erfurt 1758).

## Twórczość
- Kyrie, Gloria,
- Oratorium pasyjne,
- ok. 10 kantat świeckich i kościelnych,
- 6 sonat na instrument klawiszowy i skrzypce (1770)[1].